# Leczenie eksperymentalne COVID-19
Leczenie eksperymentalne COVID-19 – strategie terapeutyczne mające na celu znalezienie leków skutecznych w zwalczaniu choroby COVID-19.
W związku z pandemią COVID-19 w 2020 r. w wielu ośrodkach na świecie rozpoczęto intensywne poszukiwania leków mających zastosowanie w leczeniu COVID-19. Do analizowanych terapii zaliczają się procedury z wykorzystaniem leków przeciwwirusowych, przeciwciał monoklonalnych, peptydów, oligonukleotydów, interferonów, a także szczepionki. W celu jak najszybszego wprowadzenia leków na COVID-19 badane są możliwości wykorzystania istniejących leków mających dotychczas inne zastosowania. Można do nich zaliczyć m.in. leki przeciw wirusom HIV, HBV, HCV, grypy oraz inne, oparte na doświadczeniu w leczeniu infekcji wywołanych przez koronawirusy, takich jak SARS i MERS.

## Amantadyna
Badania kliniczne nad skutecznością amantadyny w Polsce rozpoczęto w kwietniu 2021 w którym uczestniczą między innymi Samodzielny Publiczny Szpital Kliniczny Nr 4 w Lublinie i Śląski Uniwersytet Medyczny w Katowicach. Przeprowadzone badania nie wykazały skuteczności amantadyny w leczeniu COVID-19
| Remdesiwir                                       | Hubei, Chiny Pekin, Chiny międzynarodowe inne Hiszpania |
| Tocilizumab                                      | Anhui, Chiny Shaanxi, Chiny Wielka Brytania, inne |
| Lopinawir + rytonawir                            | Wuhan, Chiny Guangdong, Chiny Hongkong Uniwersytet Zhejiang, Chiny Jiangxi, Chiny Chongqing, Chiny Hubei, Chiny różne miasta Syczuan, Chiny Zhejiang, Chiny Zhuhai, Chiny |
| Lopinawir                                        | Zhejiang, Chiny |
| ASC09 + rytonawir                                | Uniwersytet Zhejiang, Chiny; Chongqing, Chiny |
| Danoprewir + rytonawir                           | Jiangxi, Chiny |
| Fawipirawir                                      | Zhejiang, Chiny Guangdong, Chiny Pekin, Chiny Wuhan, Chiny |
| Fawipirawir + bromoheksyna                       | Zhejiang, Chiny |
| Rybawiryna                                       | Hong kongChongqing, Chiny |
| Umifenowir                                       | Chongqing, Chiny różne miasta, Chiny Tongji, Chiny Szanghaj, Chiny Zhejiang, Chiny Szanghaj, Chiny Hubei, Chiny Ruijin, Chiny                                             |
| Komórki macierzyste                              | Hubei, Chiny Pekin, Chiny Zhejiang, Chiny Chiny Guangdong, Chiny Pekin, Hubei, Szanghaj, Chiny Pekin, Chiny Jiangxi, Chiny nieznana                                       |
| Darunawir + kobicystat                           | Szanghaj, Chiny Hubei, Chiny |
| Azwudyna                                         | Henan, Chiny |
| Triazawiryna                                     | Heilongjiang, Chiny |
| Emtrycytabina                                    | Syczuan, Chiny |
| Marboksyl baloksawiru                            | Zhejiang, Chiny Guangdong, Chiny |
| Alafenamid tenofowiru                            | Syczuan, Chiny |
| Nowaferon                                        | Jiangxi, ChinyZhejiang, Chiny |
| Peginterferon alfa-2a                            | Jiangxi, Chiny |
| Interferon beta-1b                               | Hong kong |
| Interferon alfa-1b                               | Chongqing, ChinyTongji, Chiny Hubei, Chiny |
| Interferon                                       | Syczuan, Chiny Hunan, Chiny Szanghaj, Chiny |
| Tradycyjne leki chińskie                         | Jiangxi, Chiny |
| Chlorochina                                      | różne miasta, Chiny Szanghaj, Chiny Guangdong, Chiny Hubei, Chiny Zhunghai, Chiny Hubei, Chiny Chongqing, Chinyróżne miasta, Chiny Jilin, Chiny Heilongjiang, Chiny       |
| Hydroksychlorochina                              | różne miasta, Chiny Hubei, Chiny Francja |
| Karrimycyna                                      | różne miasta, Chiny |
| Oseltamiwir                                      | Tongji, Chiny |
| Przeciwciała                                     | Chiny |
| Immunoglobuliny                                  | Tongji, Chiny Hubei, Chiny |
| Metyloprednizolon                                | Pekin, Chiny Tongji, Chiny Hubei, Chiny Chongqing, Chiny |
| Dezaktywowane osocze przeciw wirusowi SARS-CoV-2 | Hubei, Chiny |
| Osocze pobrane od rekonwalescentów               | Zhejiang, Chiny Jiangsu, Chiny |
| Meplazumab                                       | Shaanxi, Chiny |
| Bewacyzumab                                      | Shandong, Chiny |
| Ekulizumab                                       | USA |
| Adalimumab                                       | Szanghaj, Chiny |
| vMIP                                             | Hubei, China |
| Komórki NK                                       | Henan, Chiny |
| Cytokiny                                         | Shaanxi, Chiny |
| Makrofagi                                        | Chiny |
| Tymozyna                                         | Chiny |
| Fingolimod                                       | Fuzhou, Chiny |
| Pirfenidon                                       | Hubei, Chiny |
| Kwas poliinozyno-policytydylowy (pIC)            | Zhejiang, Chiny |
| Leflunomid                                       | Hubei, Chiny, USA |
| Dihydroartemizynina/piperachin                   | Jiangxi, Chiny |
| Tlenek azotu                                     | Chiny |
| Ciągłe pozaustrojowe natlenianie krwi            | Chiny |
| Talidomid                                        | Chiny |
| Amantadyna                                       | Polska |
| Dipirydamol                                      | Chiny |
| Acetylocysteina                                  | Hubei, Chiny |
| Zasadowy cytrynian bizmutawy                     | Wuhan, Chiny |